# George de Relwyskow
George William Frederick de Relwyskow (* 18. Juni 1887 in London; † 9. November 1943 in Burma) war ein britischer Ringer und Olympiasieger 1908 in London im freien Stil im Leichtgewicht.

## Werdegang
George de Rewylskow stammte aus einer nach England ausgewanderten belarussischen Familie, in der das Ringen Tradition hatte. Auch George widmete sich diesem Sport. Er wurde in den Jahren 1907 und 1908 britischer Meister im freien Stil im Leichtgewicht und im Mittelgewicht. Dies war eine Besonderheit, denn dass ein Ringer bei Meisterschaften im gleichen Stil in zwei Gewichtsklassen antreten konnte, war nicht üblich.
Genauso hielt es George dann auch bei den Olympischen Spielen 1908 in London. Er trat zunächst im freien Stil im Leichtgewicht an und gewann in dieser Gewichtsklasse mit drei Schulter- und einem Punktsieg die Goldmedaille. Dann startete er auch noch im Mittelgewicht, wieder im freien Stil und gewann dabei nach einer Punktniederlage im Finale gegen seinen Landsmann Stanley Bacon die Silbermedaille. Ein Novum, dass es in der Geschichte des olympischen Ringens kaum noch einmal geben dürfte. Weitere Resultate von Ringerveranstaltungen, an denen George de Relwyskow sich noch beteiligte, sind nicht bekannt. Er widmete sich aber zumindest bis zum Beginn des Ersten Weltkrieges noch diesem Sport.
Während des Ersten Weltkrieges war er Ausbilder in der britischen Armee und avancierte 1918 in Aldershot zum Spezialisten in der Ausbildung im Ringen und in der allgemeinen Körperschulung in der britischen Armee.
Von 1918 bis 1939 war er weiter als Ringer, Ringertrainer und Veranstalter von Berufsringer-Wettkämpfen tätig. 1924 war er Cheftrainer der britischen Olympiamannschaft im Ringen bei den Olympischen Spielen in Paris. Er veröffentlichte in jenen Jahren auch zwei Fachbücher mit den Titeln: „The Simple Way To Health“ und „The Art of Wrestling“.
1939 trat er wieder in die Armee ein und war als Sergeant Major Chefausbilder der Special Operations Executive. Er lehrte dabei den speziellen Nahkampf bis hin zum lautlosen Töten (silent killing). 1941 war er in gleicher Eigenschaft Instruktor an einer SOE-School in Kanada. Da er aber selbst wieder an die Front wollte, meldete er sich 1942 freiwillig nach Burma zu einer Spezialeinheit und fiel dort am 9. November 1943 in einem Kampfeinsatz.

## Internationale Erfolge
- 1908, Goldmedaille, Olympische Spiele in London, freier Stil, Leichtgewicht (bis 66,6 kg Körpergewicht), mit Siegen über W. Henson, W. Shepherd, Albert Gingell u. William Wood, alle Großbritannien;
- 1908, Silbermedaille, Olympische Spiele in London, freier Stil, Mittelgewicht (bis 73 kg Körpergewicht), mit Siegen über Harry Challstorp, Schweden, Edgar Bacon, Großbritannien, Carl Andersson, Schweden und einer Niederlage gegen Stanley Bacon, Großbritannien

## Veröffentlichung
- George de Relwyskow The Art of Wrestling